# Axel Jennewein
Axel Jennewein (* 26. September 1973 in Neumarkt) ist ein ehemaliger deutscher Volleyball-Nationalspieler.
Axel Jennewein spielte bis 1993 im Volleyball-Internat Frankfurt. Dann wechselte er zum Bundesligisten 1. VC Hamburg und ein Jahr später zum 1. SC Norderstedt. 1995 ging der Zuspieler an den Bodensee zum VfB Friedrichshafen, mit dem ihm drei Deutsche Meisterschaften und zwei DVV-Pokalsiege gelangen. Hinzu kamen ein zweiter und ein dritter Platz in der Champions League. Jennewein wurde regelmäßig in den Ranglisten des deutschen Volleyballs auf Spitzenpositionen gewählt. 2000 ging er zum italienischen Zweitligisten Pallavolo Lamezia und ein Jahr später nach Spanien zu Portol Palma Mallorca, wo er 2003 seine Karriere beendete.
Axel Jennewein bestritt für die deutsche Nationalmannschaft 49 Länderspiele.